# Muggleswick
Muggleswick is een civil parish in het bestuurlijke gebied Durham, in het Engelse graafschap Durham met 113 inwoners.